# Saimura Gorō
Saimura Gorō (jap. 斎村 五郎; * 4. Mai 1887 Präfektur Fukuoka; † 13. März 1969) war ein japanischer Kendōka.
Saimura war Kendōlehrer an der Miyazaki Mittelschule auf Kyūshū. Ab 1916 lehrte er dann an der Waseda- und der Kokushikan-Universität sowie bei der Stadtpolizei Tokyo. Er hatte großen Einfluss auf die Entwicklung des modernen Kendō. Er gehört zu den nur fünf Trägern des 10. Dan im Kendō.
Bekannt ist er auch durch die Filmaufnahmen von 1953. Es wurden die zehn Formen der Kendōkata, wie sie vor dem Krieg üblich waren, gezeigt. Sein Partner war Mochida Moriji.